# Hîncești (distrikt)
Hîncești ( moldaviska: Raionul Hîncești) är ett distrikt i Moldavien. Det ligger i den centrala delen av landet. Antalet invånare är 117 522. Arean är 1 484 kvadratkilometer. Administrativ huvudort är Hîncești. I distriktet ligger bland annat också orten Dancu.
Terrängen i Hîncești är huvudsakligen kuperad, men åt sydost är den platt.